# Fantage
Fantage est un jeu vidéo en ligne.

## Système de jeu

### Généralités
Il comprend un grand nombre d’activités et de jeux éducatifs en ligne. Développé par Fantage, Inc. et lancé en avril 2008, le jeu permet aux enfants âgés de 6 à 16 ans d'exprimer leur créativité grâce à la personnalisation de leurs habitations et de leurs avatars.

### Contenu et activités

#### Jeux
Fantage propose plus d'une trentaine de jeux à expérimenter en solo comme L'Invasion des Méduses ou en multijoueur comme le Défilé de Mode. Les utilisateurs gagnent des étoiles en fin de partie dont le nombre varie en fonction de la performance des joueurs. Fantage a également développé un jeu de plate-forme Aventure Mystère au sein duquel le joueur, plongé dans une ambiance féérique, doit amasser des clés pour déverrouiller des coffres au trésor. Les joueurs peuvent aussi jouer à plusieurs jeux avec leurs animaux de compagnie virtuels au sein de la Ferme comme au Lance-Bestial, Bête de Sport, La Puce à l'Oreille ou encore à Boxa Nimal. Ils peuvent aussi partir à l'aventure et devenir agent secret en se rendant dans Le Centre des Missions. Enfin l'École présente également une pléthore de jeux au contenu éducatif.

#### Contenu éducatif
Fantage permet ainsi aux enfants d'exprimer leur créativité et leur imagination grâce à la personnalisation de leurs habitations et de leurs avatars. Les enfants peuvent aussi apprendre grâce au riche contenu éducatif disponible en ligne. L'École Fantage permet aux enfants de tester leurs connaissances dans de nombreuses disciplines comme les mathématiques, l’orthographe, les connaissances générales, la géographie, et bien plus encore. Les enfants peuvent d'ailleurs organiser ou rejoindre des classes de Cours Particuliers au sein de l'École virtuelle et ils ont la possibilité d'imprimer des certificats affichant leur score. Ils peuvent inviter leurs amis, leurs parents et leurs professeurs à les retrouver pour partager une expérience d'apprentissage interactive et ludique.

#### Les concours Fantage
À partir de décembre 2011, Fantage a organisé des concours à destination des classes de CM2. Départagée en deux équipes, cette classe fut testée sur ses connaissances en français et en mathématiques. Les élèves devaient se connecter sur www.fantage.com puis aller dans l'École pour tester leur niveau. Des cadeaux et des prix furent remis aux gagnants.

#### Articles
Il existe deux types de devises virtuelles sur Fantage : les Étoiles et les Écus. Les Membres Premiums peuvent utiliser les Étoiles gagnées au cours des jeux pour acheter presque tout article sur Fantage. Toutefois certains produits ne peuvent être achetés qu'avec des Écus. À l'inverse, les utilisateurs sans abonnement ne peuvent avoir accès qu'à un nombre limité d'articles tels que des vêtements, des coiffures, des couleurs de peau, et tous les autocollants. Cependant ils peuvent acheter des Écus, accessibles à tous en différentes quantités. Les éléments qui ne sont pas disponibles avec des Écus sont les coupons double étoile et les œufs d'animaux (les utilisateurs peuvent les acquérir par l'achat de codes spéciaux).

#### Animaux
Les utilisateurs peuvent collectionner des animaux soit en achetant et en couvant des œufs soit en obtenant des codes magiques. Seuls les Membres Premiums peuvent éclore les œufs de tous les animaux tandis que les utilisateurs sans abonnement ne peuvent en éclore que deux. Cependant les utilisateurs sont en mesure d'acheter des codes magiques grâce aux Écus pour faire éclore un animal en particulier et à un rythme plus rapide. Trois types de codes d'incubation sont disponibles: 1 heure, 20 minutes, ou Instantané. Les joueurs ont également la possibilité de jouer avec leurs animaux à certains jeux de la Ferme.

#### Sociabilité et fêtes virtuelles
Les utilisateurs peuvent ajouter jusqu'à 200 amis. Ils sont capables de discuter avec eux par messagerie instantanée par deux ou en groupe. Il y a aussi un système de tchat sur Fantage où les utilisateurs peuvent dialoguer avec ceux qui sont dans la même pièce qu'eux. Les Membres Premiums peuvent organiser des fêtes virtuelles en les achetant pour 50 étoiles. Il leur est aussi possible d'en choisir le thème, d'obtenir un goodie bag pour les invités et d'avoir un jeu de piñata dans leur maison. Ils ont le choix d'inviter tous les joueurs se trouvant sur le serveur ou uniquement leurs copains.

## Histoire et développement

### Monde virtuel
Le lancement de Fantage a eu lieu en 2008 aux États-Unis à l’initiative de deux parents, David et Cindy Hwang, soucieux d’offrir  aux enfants un nouveau type de jeux ludiques et éducatifs en ligne. Tout a commencé lorsque, insatisfaits par l’offre de jeux disponibles sur Internet et concernés par la sécurité de leurs enfants, David et Cindy Hwang décidèrent de créer leur propre aire de jeux ludique et éducative virtuelle à destination des plus jeunes qui ne contiennent ni publicité, ni liens externes, et ne nécessitant aucun téléchargement.
Peter J. Bae, cofondateur et actuel vice-président de Fantage, Inc., les aida à mener ce projet à terme. Le site s’est vite imposé comme l’un des leaders du divertissement en ligne et enregistra 16 millions d’utilisateurs en janvier 2012. Les bureaux se trouvent actuellement à Fort Lee dans le New Jersey.

### Développement mobile
À partir de 2011, Fantage, Inc. a créé plusieurs mini-jeux sur mobile avec les applications Fantage Bullseye, Fantage IDFone, et FishFish : Deep Blue disponible sur iPhone et Android. Fantage Bullseye a enregistré près de 200 000 téléchargements  en janvier 2012  auprès du iTunes App Store.

### Développement européen
Fort de son succès aux États-Unis, Fantage.com a annoncé le lancement officiel des versions allemande et française de son site en janvier 2012. « En tant que site majeur de divertissement en ligne pour les enfants, nous sommes heureux de vous annoncer l'ouverture officielle de Fantage en Allemagne et en France », a annoncé David Hwang, PDG de Fantage. « Avec déjà plus de 16 millions d'utilisateurs appréciant la version américaine, le lancement de Fantage en Allemagne et en France constitue une étape très importante de notre expansion européenne. »

## Sécurité
La sécurité des enfants est une priorité des créateurs du jeu grâce à un système de tchat filtrant et des modérateurs professionnels surveillant en direct l'activité en ligne. Il existe également différentes options de tchats que les parents peuvent paramétrer. En raison des garanties de sécurité offerte par le site, Fantage a reçu deux labels attestant de sa fiabilité : the TRUSTe Children's Privacy Seal et le kidSAFE® Seal. Enfin Fantage respecte la réglementation Safe Harbor, l’ensemble de principes de protection des données personnelles, négociés entre les autorités américaines et la Commission européenne en 2001.

## Modèle économique
Fantage a commencé comme une entreprise autofinancée, puis a reçu une injection de capitaux par Nexon, une compagnie coréenne de jeu en ligne.
L'inscription initiale à Fantage est gratuite et il est possible pour les utilisateurs d’accéder à la majeure partie du contenu sans abonnement. Cependant, s’abonner s’avère nécessaire pour accéder à toutes les options de personnalisation et à la totalité du site, notamment posséder certains vêtements, des objets rares, ou encore des pierres précieuses appelées diam’s, et la plupart des animaux domestiques. Les utilisateurs peuvent toutefois acheter des Écus, la devise virtuelle de Fantage, pour obtenir presque tous les articles proposés sur le site. Seuls les coupons double étoile et les œufs d'animaux ne peuvent être achetés avec des Écus. (Les utilisateurs peuvent toutefois faire l'acquisition de codes spéciaux leur permettant d'obtenir les animaux de compagnie désirés). Les Écus peuvent être utilisés par tout joueur, indépendamment de leur statut de membre.

## Univers virtuel
Le monde Fantage se compose de 17 zones différentes – dont notamment La Clairière, La Plage, Le Centre-ville, Les Galeries, Le Château, L'Oasis, Le Centre-Ville, La Ferme, La Foire, Le Phare, La Forêt, Magicoland, Le Mont Fantage, Le Faubourg, L'École, Le Quai et Zoolandia. Chaque ville virtuelle possède une esthétique unique, et offre des distractions ludiques et éducatives : plus de 30 jeux permanents, et plus de 14 boutiques.
Dans le Centre des Missions, les enfants peuvent se glisser dans la peau d'un agent secret et résoudre des énigmes. Les nouveaux utilisateurs reçoivent automatiquement une maison standard au moment de leur inscription. Ils ont alors la possibilité d'ouvrir leur maison à tous, ou uniquement à leurs copains. Les Membres Premiums peuvent acheter des maisons plus élaborées, et décorer celles-ci avec des objets achetés avec des Écus, la monnaie virtuelle de Fantage. Les Membres Premiums peuvent avoir leurs maisons affichées sur la page d'accueil de l'utilisateur, et accessible depuis la carte du monde. Les utilisateurs ont également la possibilité de couver œufs acheter à l'Animalerie de la Ferme et de collectionner des animaux.

## Accueil
Fantage a été récompensé par de nombreux prix, dont the Mom’s Choice Award (Prix des Mères), pour la qualité de son contenu à destination des enfants, the Editor’s Choice Award (Prix du Choix de la Rédaction) du Children’s Technology Review, une revue consacrée aux nouvelles technologies pour enfants, pour l'excellence de son interactivité médias. Fantage est également certifié par PEGI (Pan-European Game Information), un système européen d’information sur les jeux qui permet aux parents dans toute l’Europe de prendre des décisions éclairées lors de l’achat de jeux vidéo.